# Góra Hunców
Góra Hunców (1205 m), Góra Huńców lub Buczynka – szczyt w Grupie Pilska w Beskidzie Żywiecko-Orawskim. Znajduje się na północnym grzbiecie Pilska pomiędzy szczytami Skałka i Gawory. Zachodni stok opada do potoku W Cebuli, wschodni do potoku Buczynka.
Szczyt i stoki Góry Hunców porasta las, ale na południowo-wschodnim stoku biegnącym do Skałki jest duża Hala Jodłowcowa, a poniżej niej na wschodnim stoku Hala Górowa z bazą namiotową na Hali Górowej. Przez Górę Hunców prowadzi szlak turystyczny. Szczyt i hala znajdują się w granicach miejscowości Sopotnia Wielka w województwie śląskim, w powiecie żywieckim, w gminie Jeleśnia.

## Szlak turystyczny
Sopotnia Wielka – Uszczawne – Hala Jodłowcowa – Skałka – schronisko PTTK na Hali Miziowej